# Cisterna di Latina
Cisterna di Latina is een gemeente in de Italiaanse provincie Latina (regio Latium) en telt 33.035 inwoners (31-12-2004). De oppervlakte bedraagt 142,8 km², de bevolkingsdichtheid is 224 inwoners per km².
De volgende frazioni maken deel uit van de gemeente: Borgo Flora, Doganella, Torrecchia, Castel Ginnetti, Le Castella, Quartiere San Valentino

## Demografie
Cisterna di Latina telt ongeveer 10870 huishoudens. Het aantal inwoners steeg in de periode 1991-2001 met 3,6% volgens cijfers uit de tienjaarlijkse volkstellingen van ISTAT.
| Jaar | Inwoneraantal |
| ---- | ------------- |
| 1991 | 31.463        |
| 2001 | 32.584        |

## Geografie
De gemeente ligt op ongeveer 77 m boven zeeniveau.
Cisterna di Latina grenst aan de volgende gemeenten: Aprilia, Artena (RM), Cori, Latina, Norma, Sermoneta, Velletri (RM).